# Jorgo Ananiadis
Jorgo Ananiadis (* 8. August 1969 in Bern) ist ein Schweizer Politiker (Piratenpartei). Er war von März 2014 bis 2019 Vizepräsident der Piratenpartei Schweiz. Im September 2019 wurde er zum Co-Präsidenten gewählt und ist seit dem Rücktritt der Co-Präsidentin Sylvia Oldenburg-Marbacher im Dezember 2020 Präsident der Piratenpartei Schweiz. Er wurde 2021, 2022 und 2024 einstimmig wiedergewählt.

## Biografie
Ananiadis ist im Quartier Länggasse in Bern im Kanton Bern geboren und dort auch aufgewachsen. Mit 17 Jahren zog er nach Ostermundigen und ist nach Studium und Auslandaufenthalten dort mit seiner Familie sesshaft geworden. Im Jahr 2019 wurde er in den Grossen Gemeinderat von Ostermundigen gewählt. Während seiner Studienzeit arbeitete er als Barkeeper, DJ und war Mitorganisator von House-Partys.
Ananiadis war noch vor seinen politischen Mandaten Mitglied in diversen politischen Komitees, z. B. beim erfolgreichen Referendum gegen die Buchpreisbindung im Jahr 2011. In Ostermundigen war Ananiadis von 2017 bis 2019 Mitglied der Kommission für öffentliche Sicherheit (ein Kommissionssitz der Fraktion glp-Die Mitte).
Im Jahr 2019 wurde Ananiadis als Mitglied der Piratenpartei in den Grossen Gemeinderat Ostermundigen gewählt, dies erst nach einem kleineren Wahlskandal mit mehrfacher Auszählung der Stimmzettel und einer Wahlbeschwerde.